# Peltidium apargioides
Peltidium apargioides là một loài thực vật có hoa trong họ Cúc. Loài này được Zollikof mô tả khoa học đầu tiên năm 1820.